# Mehmed Said Halet Efendi
Mehmed Said Halet Efendi (Istanbul, 1761 - Konya, 1822) fou un polític otomà, fill d'un cadi de Crimea de nom Husayn Efendi. És considerat un conservador, enemic de l'occidentalització. Es va oposar també a la supressió dels geníssers.
Va estudiar amb el xaikh al-Islam i va servir sota diversos governadors provincials a Rumèlia i a Yenishehir Fener (Làrissa). El 29 de desembre de 1802 fou nomenat ambaixador a França. Va tornar a Turquia el 1806 i va ocupar alguns càrrecs secundaris; acusat pels francesos de ser pro-britànic fou destituït el 5 de març de 1808 i desterrat a Kutahya. Enderrocat Mustafà IV el 28 de juliol de 1808 va poder tornar a Istanbul el setembre de 1809.
Fou enviat en missió a Bagdad on va arribar el 28 de juny de 1810 per exigir al wali semiindependent Kučuk Suleyman Pasha de pagar els deutes al tresor del sultà, però el wali va refusar. Halet Efendi es va retirar a Mossul i amb l'ajut dels governadors de Mossul i Baban va preparar una expedició contra Bagdad, que va aconseguir el seu propòsit i Suleuyman Pasha va morir assassinat, sent substituït per Abd Allah Agha, abans kethuda.
Del 1811 al 1815 va ocupar altres càrrecs secundaris. Va donar suport a la política del sultà per sotmetre als derebeys. Des de 1815 com a conseller de Mahmut II va tenir molta influència i va ser decisiu en els nomenaments dels grans visirs i xaikhs al-Islam, i altres càrrecs menors en els quals va situar a gent de la seva confiança. Finalment va caure quan va ser capdavanter en la deposició del paixà Alí Paixà Tepedelenli de Janina (1820); com un rival seu (Djanib Efendi) havia predit, l'expedició contra Alí Paixà Tepedelenli va provocar la revolta dels grecs a Morea (març de 1821). Acusat de ser el causant de la revolta fou desterrat el novembre de 1822 a Konya on al cap de pocs dies fou assassinat per estrangulació.